# Glodeanu-Siliștea
Glodeanu-Siliștea est une commune du județ de Buzău en Roumanie.